# Glacier Girl
 (janvier 2022).
Pour les articles homonymes, voir Glacier (homonymie).

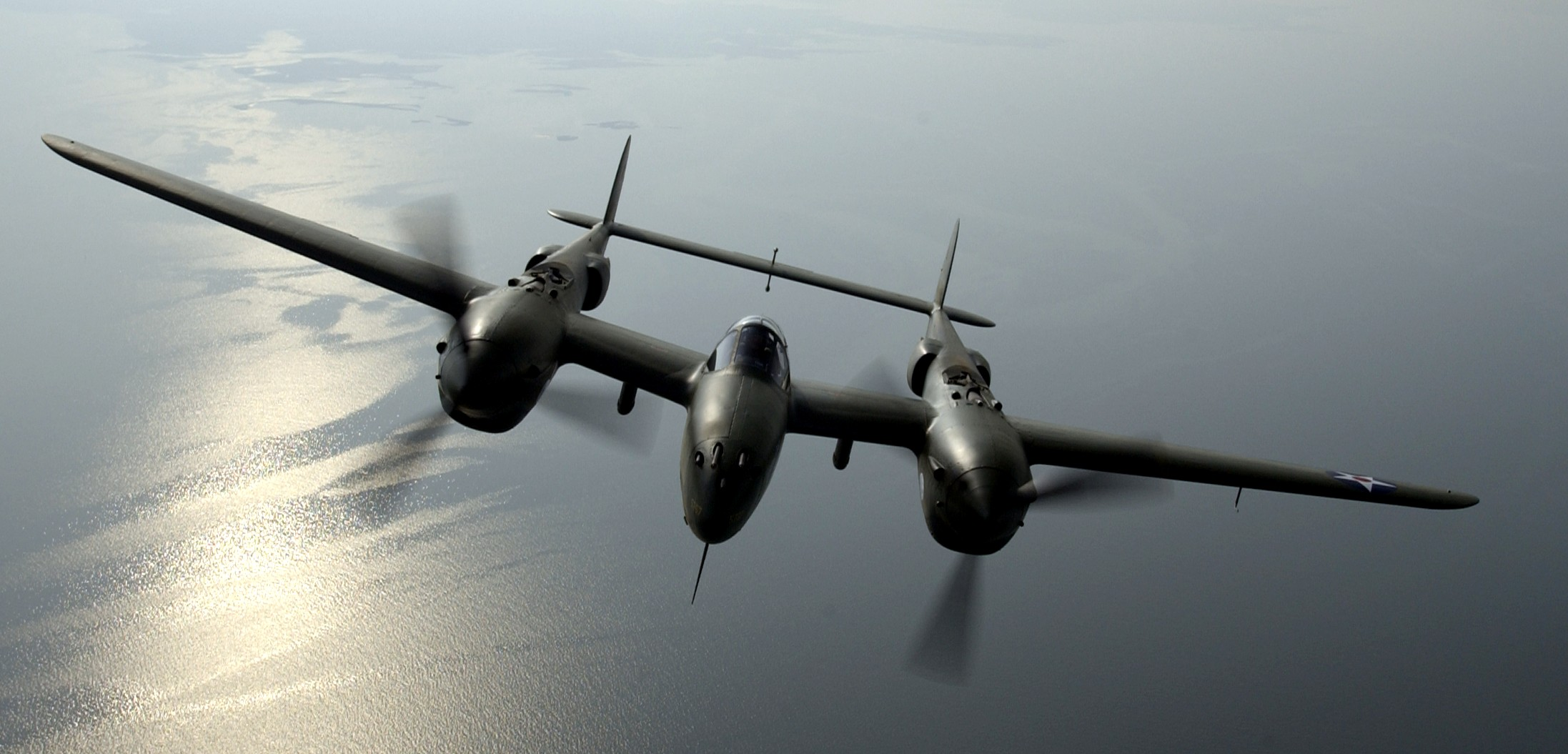
En 2004, lors d'une présentation aérienne.

Glacier Girl est le surnom d'un Lockheed P-38 Lightning retrouvé en 1992 dans un glacier du Groenland, et remis en état de vol.

## 1942
En 1942, les Américains transfèrent massivement des forces militaires vers le Royaume-Uni. Cela inclut le convoyage d'un grand nombre d'avions. Les appareils n'ayant pas l'autonomie nécessaire pour traverser l'Atlantique sans escale empruntent un itinéraire qui comprend une escale de ravitaillement à l'aéroport de Narsarsuaq (alors une base construite spécifiquement dans ce but, et appelée Bluie West One) à la pointe sud du Groenland, et une autre à Reykjavik en Islande, avant de finalement atteindre l'Écosse. Le 15 aout 1942, l'un de ces convois est en route, il comprend six P-38 du 94th Fighter Squadron et deux Boeing B-17 Flying Fortress. Après avoir quitté Bluie West One, le convoi rencontre des conditions météorologiques si défavorables qu'il rebrousse chemin, et ne peut regagner la base. Les avions sont posés sur la surface de l'Inlandsis. Les équipages sont secourus, mais les appareils sont abandonnés sur place.

## Restauration
En 1992, l'avion est retrouvé, après des décennies de recherche financées par un entrepreneur américain, sous 80 m de neige et de glace. Il est ramené à la surface et transporté aux États-Unis. Sa restauration complète dure dix ans, et il vole à nouveau en 2002. Depuis, il participe à des meetings aériens. Seulement dix P-38 en état de vol existent dans le monde. 